# Menhir von Güsten
Der Menhir von Güsten (auch Speckseite oder Guddenstein genannt) ist ein umgesetzter und zu einem Denkmal umfunktionierter Menhir in Güsten im Salzlandkreis in Sachsen-Anhalt.

## Lage und Beschreibung
Über den ursprünglichen Standort des Steins gibt es unterschiedliche Angaben. Horst Kirchner verortete ihn südlich des Bahnhofs von Güsten. Wahrscheinlicher ist jedoch ein Standort 300 m nordwestlich des Bahnhofs. Dort ist in einem Messtischblatt der Flurname „Speckseite“ vermerkt. Er wurde später umgesetzt und befindet sich nun im Norden von Güsten im Zwickel zwischen der Friedhofstraße und der Walter-Munke-Straße. 5,6 km südlich befindet sich ein weiterer Menhir: die Speckseite.
Der Menhir besteht aus Quarzit. Seine Höhe beträgt 370 cm, die Breite 140 cm und die Tiefe 58 cm. Er ist plattenförmig und stark zerklüftet. Es sind Überreste von ehemals eingetriebenen Nägeln und von drei Schildern zu erkennen. Er diente wohl einige Zeit als aufrecht stehendes Denkmal, wurde später allerdings flach auf ein Bett aus kleineren Steinen gelegt. Vor dem Menhir ist heute eine Steintafel aufgestellt, auf welcher der Name der Stadt vom Namen des Steins abgeleitet wird:

„Auf Eises Rücken kam er zu uns
In grauer Vorzeit ein Opferstein
gab er unserm Ort den Namen.
Gudenesstein
Guddenstein Guzsten Güsten
970              1278      1373“

Vorgeschichtliche Funde aus der Umgebung des Steins sind nicht bekannt. Die einzigen Reste stammen aus dem Mittelalter.